# U.S. National Championships 1963
Die 83. U.S. National Championships fanden vom 28. August bis zum 8. September 1963 im West Side Tennis Club in Forest Hills in New York, USA statt.
Titelverteidiger im Einzel waren Rod Laver bei den Herren sowie Margaret Smith bei den Damen. Im Doppel waren Rafael Osuna und Antonio Palafox bei den Herren, Darlene Hard und Maria Bueno bei den Damen sowie Margaret Smith und Fred Stolle im Mixed die Titelverteidiger.

## Herreneinzel
Setzliste
| Nr. | Spieler        | Erreichte Runde |
| --- | -------------- | --------------- |
| 01. | Chuck McKinley | Halbfinale      |
| 02. | Roy Emerson    | Achtelfinale    |
| 03. | Dennis Ralston | Viertelfinale   |
| 04. | Rafael Osuna   | Sieg            |

| Nr. | Spieler        | Erreichte Runde |
| --- | -------------- | --------------- |
| 05. | Ken Fletcher   | 3. Runde        |
| 06. | Bobby Wilson   | Viertelfinale   |
| 07. | Eugene Scott   | 3. Runde        |
| 08. | Ham Richardson | 3. Runde        |